# Mihai Robu
Mihai Robu (n. 10 aprilie 1884, Săbăoani, județul Neamț – d. 27 septembrie 1944, Beiuș, județul Bihor) a fost un cleric romano-catolic român, care a îndeplinit funcția de episcop romano-catolic de Iași (1925-1944).

## Biografie
Mihai Robu s-a născut la data de 10 aprilie 1884, în satul Săbăoani (județul Neamț), ca fiu al lui Iosif și al Margaretei Robu. Potrivit istoricului Gábor Vincze⁠(hu)[traduceți], familia Robu era de origine ceangăiască-maghiară. După absolvirea celor patru clase primare în satul natal, în toamna anului 1894 s-a înscris la Seminarul Diecezan din Iași. În cei 12 ani de studiu și-a însușit o cultură generală, filozofică și teologică, învățând limbile franceză, germană și italiană, pe lângă cea latină, oficială și de studii a Bisericii Catolice.
A primit hirotonirea diaconală la data de 19 noiembrie 1906, iar apoi pe cea sacerdotală, la 7 aprilie 1907, prin punerea mâinilor primului episcop de Iași, Nicolae Iosif Camilli, în capela Institutului Notre Dame de Sion din Iași.
Ca urmare a faptului că în anul 1906, părinții iezuiți s-au retras de la seminar, episcopul Camilli a ales o echipă de preoți tineri, buni pedagogi, încredințându-le munca de formare a seminariștilor pentru preoție. Înainte de fi sfințit preot, Mihai Robu a fost numit la 10 ianuarie 1907 prefect pentru seminariștii din Iași, exercitând această funcție câțiva ani și după prezbiterat.
În perioada Primului Război Mondial, când Seminarul din Iași a fost închis, preotul a activat ca paroh la Văleni, Faraoani și Bacău. În anul 1920, odată cu numirea lui Alexandru Theodor Cisar ca episcop romano-catolic de Iași (devenind primul episcop romano-catolic de origine română), Mihai Robu a fost numit secretar al episcopului. Episcopul Cisar a redeschis la data de 18 octombrie 1920 Seminarul Diecezan din Iași, preotul activând în calitate de prefect de studii și profesor.
În iunie 1922, Mihai Robu a fost numit paroh în satul Horlești. În paralel, el a colaborat la revista Lumina creștinului și a fost capelan la Mănăstirea „Notre Dame de Sion” din Iași.

## Episcop de Iași

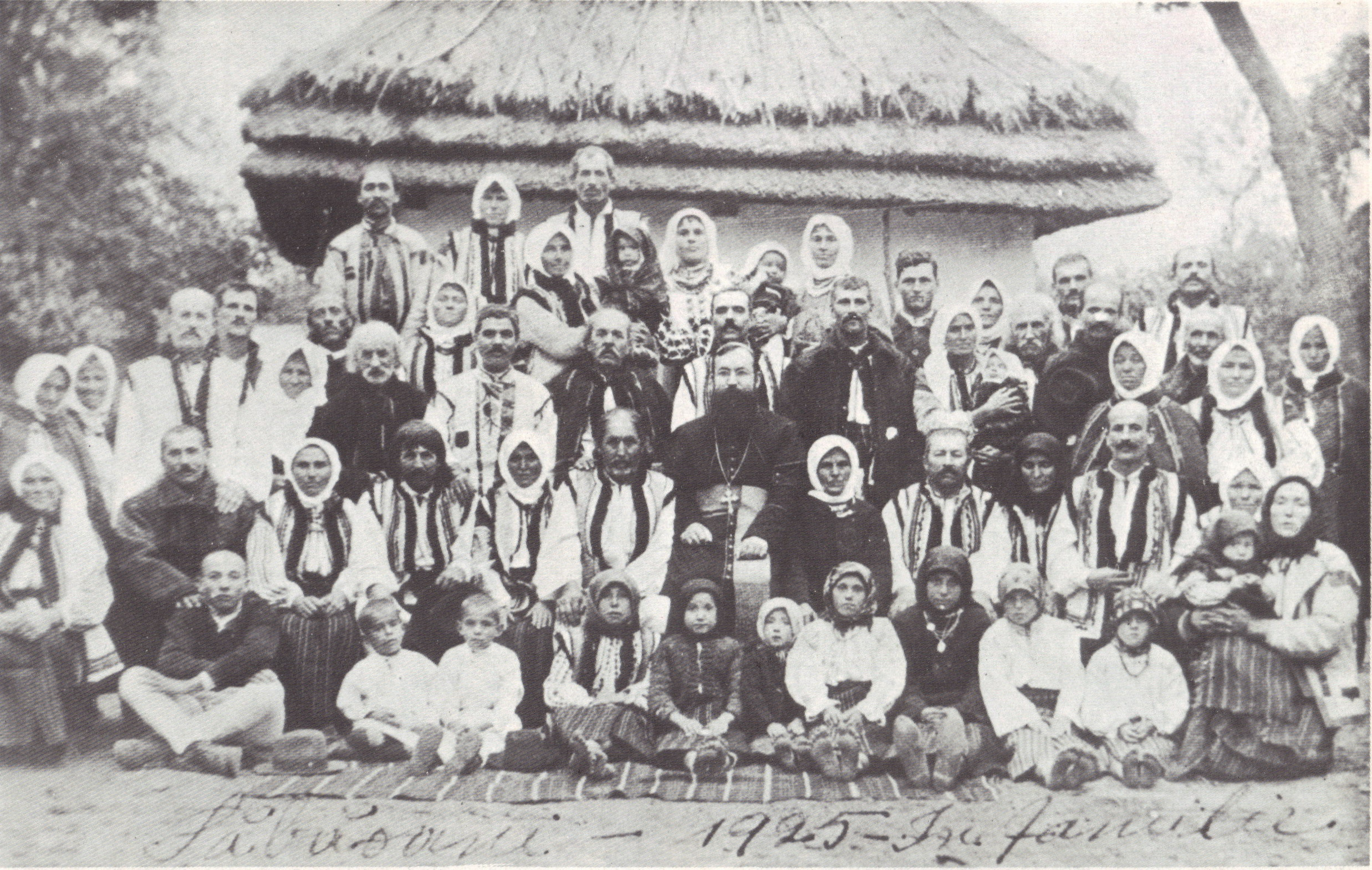
Episcopul Mihai Robu în mijlocul sătenilor din Săbăoani (1925). Părinții acestuia se află de o parte și de alta lui.

În iulie 1924, arhiepiscopul Raymund Netzhammer s-a retras de la conducerea Arhidiecezei de București, episcopul Cisar fiind transferat la București în calitate de administrator diecezan. El a fost numit la data de 12 decembrie 1924 în funcția de arhiepiscop de București și administrator apostolic ad-interim al Episcopiei de Iași.
Ca urmare a rapoartelor făcute de noul arhiepiscop cu privire la situația catolicilor din Moldova, papa Pius al XI-lea l-a numit la 5 iulie 1925 pe monseniorul Mihai Robu drept episcop romano-catolic de Iași. În comunicatul trimis clerului cu prilejul numirii sale, Mihai Robu s-a declarat surprins și a afirmat că nu și-a dorit această funcție, dar o primește cu multă credință și resemnare. A fost consacrat ca episcop la 20 septembrie 1925, în Capela Institutului „Notre Dame de Sion” din Iași, de către arhiepiscopul Alexandru Theodor Cisar, asistat de Valeriu Traian Frențiu, episcopul greco-catolic de Oradea, și de Alexandru Nicolescu, episcopul greco-catolic de Lugoj. Stema sa episcopală a avut ca motto următorul verset: „In cruce salus” („În cruce este mântuirea”).
Dintre activitățile cu care s-a remarcat ca episcop au fost: construirea de noi biserici, îngrijirea seminarului, vizite canonice însoțite de administrarea sfântului Mir, susținerea presei catolice, ocrotirea celor încercați în timpul celui de-Al Doilea Război Mondial, ratificarea, în anul 1929, a Concordatului dintre statul român și Sfântul Scaun etc.
Episcopul s-a îngrijit de funcționarea Seminarulului Diecezan din Iași. În perioada cât a fost episcop, au studiat la seminar 241 de elevi, majoritatea acestora provenind din mediu rural, fără posibilități financiare. Apelând la colectele enoriașilor, îndeosebi de sărbătorile de Crăciun și de Paști, donații din străinătate și uneori la subvenții din bugetul statului, Episcopia a reușit să-i întrețină pe studenți la seminar. Pentru formarea viitorilor preoți, el i-a chemat în anul 1930 pe preoții iezuiți cărora le-a încredințat conducerea seminarului. De asemenea, a vizitat Germania, Olanda, Belgia, Polonia în scopul obținerii de burse pentru studenții de la Iași.
Un eveniment notabil din acea perioadă a fost serbarea jubileului de 50 de ani de la înființarea Seminarului diecezan, moment în care 33 de preoți au fost sfințiți în anul 1939. De asemenea, episcopul a deschis Seminarul Filosofico-Teologic Franciscan de la Luizi-Calăgura și a susținut școlile surorilor Notre Dame de Sion din Iași și Galați.
În anul 1925, la insistențele monseniorului Anton Gabor, Mihai Robu a cumpărat o tipografie în valoare de 600.000 de lei. Cu ajutorul financiar oferit de Papa Pius al XI-lea, s-a început în mai 1926 construirea clădirii Institutului „Presa Bună”, care a fost terminată în câteva luni. Astfel, la data de 30 octombrie 1926, episcopul Mihai Robu a binecuvântat tipografia și localul propriu al Editurii „Presa Bună”, noul institut fiind pus sub patronajul Sfintei Tereza a Pruncului Isus. La editură au apărut publicații în mai multe colecții: seria Istorioare Morale, seria Religie, seria Viețile Sfinților .
A susținut de asemenea pastorația tineretului catolic, prin asociațiile parohiale în activitățile lor caritative și formative a acestora. La data de 11 septembrie 1939 a prezentat scopul Bisericii în Normele pentru pastorațiunea tineretului ca „să formeze din tineri creștini adevărați, membri vii ai Bisericii, să-i pregătească pentru formarea unui cămin și unei familii creștine (...), să-i lege mai strâns de Dumnezeu și cu poporul din care fac parte...” .

## Activitatea în perioada 1940-1944

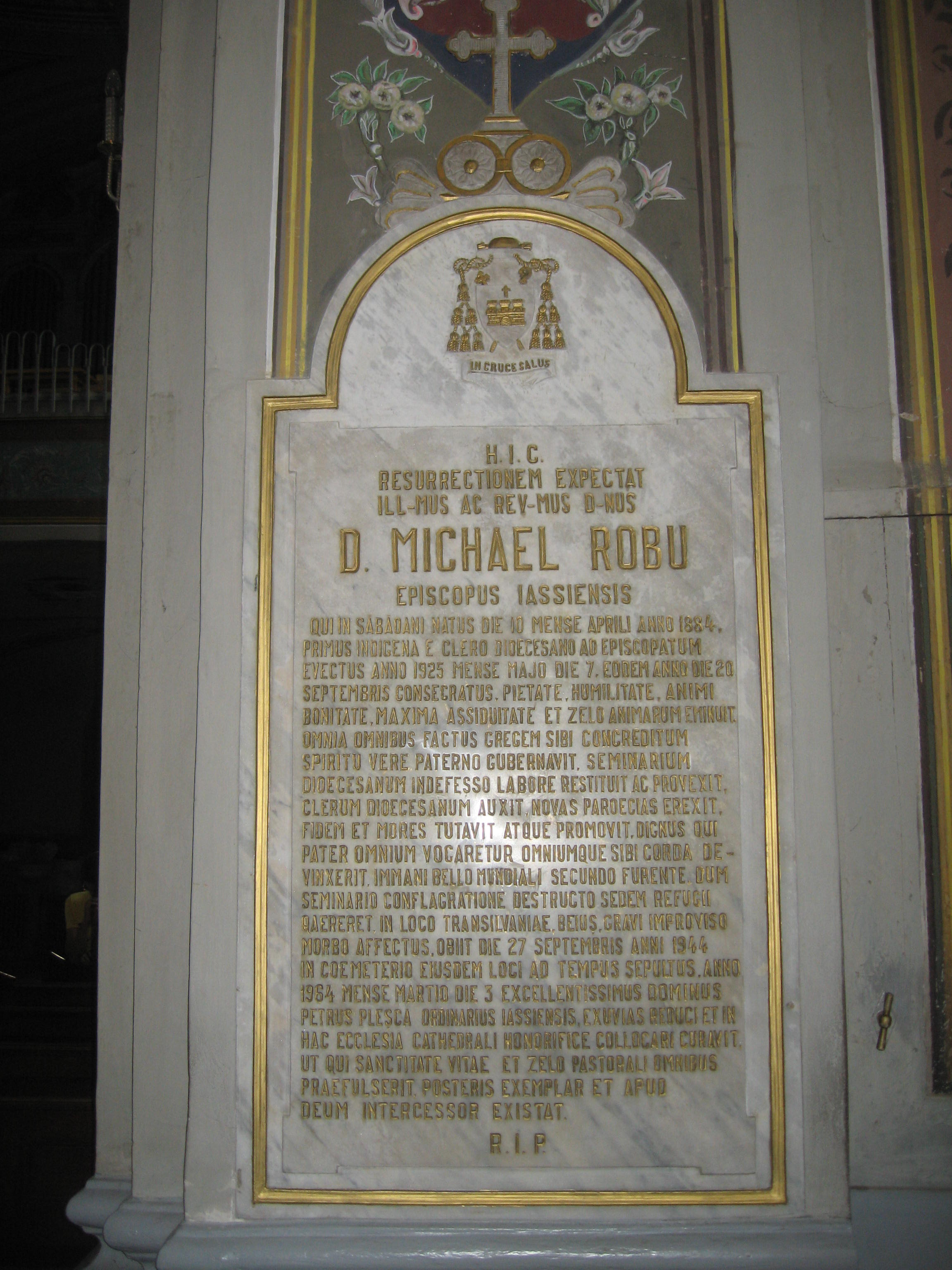
Epitaful episcopului Mihai Robu în Catedrala Adormirea Maicii Domnului din Iași

La 19 martie 1944 episcopul Mihai Robu a celebrat ultima sfântă Liturghie în Seminarul din Iași, clădirea de pe Copou fiind distrusă de bombardamentele lansate de aviația rusă în iunie 1944. Din cauza apropierii frontului de Iași, episcopul a fost nevoit să se refugieze, împreună cu seminariștii, fiind găzduit de episcopul greco–catolic Valeriu Traian Frențiu în internatul Liceului „Mihai Pavel” din orașul Beiuș. În acest timp i-a delegat pe preoții Anton Trifaș și Grigore Enariu pentru a avea grijă de parohiile din Dieceză.
Odată cu desfășurarea de operațiuni militare în apropiere de Beiuș, la mijlocul lunii septembrie 1944, episcopul Robu a fost nevoit să se retragă în Munții Bihorului, într-o casă a Episcopiei Greco–Catolice de Oradea, pentru a scăpa de represiunile armatelor germane și ungare. Acolo s-a îmbolnăvit grav de o dublă pneumonie, în urma căreia a murit în dimineața zilei de 27 septembrie 1944. A fost înmormântat două zile mai târziu, la 29 septembrie 1944, în cimitirul din Beiuș. În anul 1964 osemintele sale au fost aduse la Iași și reînhumate în Catedrala „Adormirea Maicii Domnului”.

## Legături externe
- Episcopia Romano-Catolică de Iași - Păstorii care au condus Dieceza de Iași. Ep. Mihai Robu
- Institutul Teologic Romano-Catolic "Sf. Iosif" din Iași - Episcopii Diecezei de Iași. Ep. Mihai Robu Arhivat în 27 octombrie 2007, la Wayback Machine.
- Catholic Hierarchy - Bishop Mihai Robu †
- Iași: Comemorarea episcopului Mihai Robu
- Lumina Creștinului nr. 2/2002 - Episcopul Mihai Robu. Drepturile catolicilor din Moldova
- Lumina Creștinului nr. 3/2002 - Episcopul Mihai Robu. Drepturile catolicilor din Moldova (II)